# Selección de baloncesto de Cataluña
La selección autonómica de baloncesto de Cataluña es el equipo de baloncesto de Cataluña. El equipo catalán no está afiliada a la FIBA, por lo que solo juega partidos amistosos no oficiales. Su última aparición fue en verano de 2010, en el Torneo de las Naciones. Cataluña ganó este torneo.

## Jugadores
R.Rubio
P.Gasol
M.Gasol
J.C.Navarro
A.Oliver
P.Ribas
R.Martínez
S.Vidal
A.Mumbrú
G.Rubio
X.Rey
A.Miralles
N.Llovet